# Менна Баррету
Жуа́н ді Де́ус Ме́нна Барре́ту (порт. João de Deus Mena Barreto; 30 липня 1874 — 25 березня 1933) — бразильський військовик і державний діяч, один із членів військової хунти, що керувала Бразилією у період з 24 жовтня до 3 листопада 1930.

## Життєпис
Народився в родині спадкового військовика Жозе Луїса Менни Баррету. Військову кар'єру Менна почав у 16 років, вступивши до військового училища в Порту-Алегрі в 1890. За три роки він залишив училище і в 1893—1895 брав участь в революції федералістів. Згодом навчався у військовій школі в Ріо-де-Жанейро.
Деякий час 1911 служив помічником свого дядька, військового міністра Антоніу Адолфу да Фонтури Мена Баррету.
У 1915 отримав звання підполковника та був призначений командиром 4-го піхотного полку в Куритибі.
У 1918 переведений до Ріо-де-Жанейро.
На початку 1920-х брав активну участь у придушенні повстань тенентистів.
Під час революції 1930 став членом військової хунти, що керувала країною після усунення від влади Вашингтона Луїса. Пізніше очолював Верховний військовий суд Бразилії.